# Pierre Janet
Pierre Marie Félix Janet (Parigi, 30 maggio 1859 – Parigi, 27 febbraio 1947) è stato un neurologo, psicologo, filosofo e psichiatra francese.
Pierre Janet fu uno dei più importanti ed influenti psicologi francesi tra la fine del XIX secolo e l'inizio del XX secolo.
I suoi studi sulla dissociazione ed il trauma psicologico sono considerati fondamentali per la comprensione clinica di tali tematiche, ed hanno profondamente influenzato la nascita della psicologia dinamica. I suoi studi furono fondamentali per la psicoanalisi ed egli è noto anche per il suo dissidio con Freud che Janet accusava di aver plagiato i suoi concetti psicologici.

## Biografia

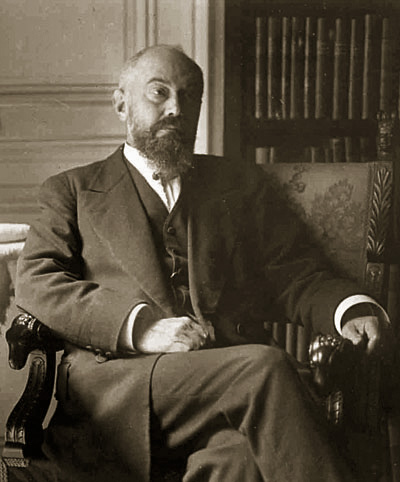
Pierre-Marie Félix Janet

Janet nacque a Parigi il 30 maggio 1859, in rue Madame 46. Il padre, Jules, era redattore di rubriche giuridiche, mentre la madre, Fanny, era figlia di un imprenditore di Strasburgo
. Dalla coppia nacquero tre figli: Pierre, Jules e Marguerite. Dopo gli studi all'École Normale Supérieure di Parigi, dove fu amico di Henri Bergson, Pierre fu poi allievo di Jean-Martin Charcot alla Salpêtrière di Parigi, dove iniziò ad interessarsi, sotto la guida del maestro, ai processi psicologici legati agli stati isterici; allargò poi i suoi interessi agli stati dissociativi, all'ipnosi clinica ed ai problemi legati alle memorie traumatiche.
Nel 1889 pubblicò la sua prima tesi di dottorato in filosofia, che divenne in seguito un testo classico per gli studi sul trauma e la dissociazione: L'Automatisme Psychologique. Nel 1893 conseguì il suo secondo dottorato, in medicina, con la tesi L'État Mental des Hystériques.
Dal 1890 al 1898 diresse il Laboratorio di Psicologia Patologica della Salpêtrière. Nel 1898 divenne docente alla Sorbona, e nel 1902 fu nominato responsabile del Laboratorio di Psicologia Sperimentale e Comparata del Collège de France (prendendo il posto di Ribot), posizione che tenne fino al 1934.
Nel 1903 fondò il Journal de psychologie normale et pathologique, una delle più importanti riviste scientifiche francesi di settore. Fu membro dell'Institut de France dal 1913.
Nel 1913, infastidito dal comportamento di Freud che utilizzava alcuni concetti da lui elaborati, come quello di subconscio e di analisi psicologica senza riconoscerne la sua paternità, colse l'occasione della conferenza che doveva tenere al Congresso di psicologia di Londra per rivendicare la primogenitura di diversi concetti e presentare un esame critico della psicoanalisi alla presenza dei maggiori psicoanalisti del tempo. La sua relazione fu pubblicata con il titolo "La psicoanalisi".
Nel 1923 uscì il suo fondamentale testo sull'ipnosi e la suggestione, La Médecine Psychologique, e negli anni successivi pubblicò una serie di articoli di sintesi sul tema delle memorie traumatiche.
Dagli anni venti in poi si occupò di definire ed aggiornare il suo modello metapsicologico, sviluppato a partire dagli anni ottanta del XIX secolo, e definito Psicologia della Condotta.
Nel 1936 ricevette un dottorato onorario dall'Università di Harvard.
Morì nel 1947 per una congestione polmonare. Fu sepolto nella tomba di famiglia a Bourg-la-Reine.

## Contributi scientifici

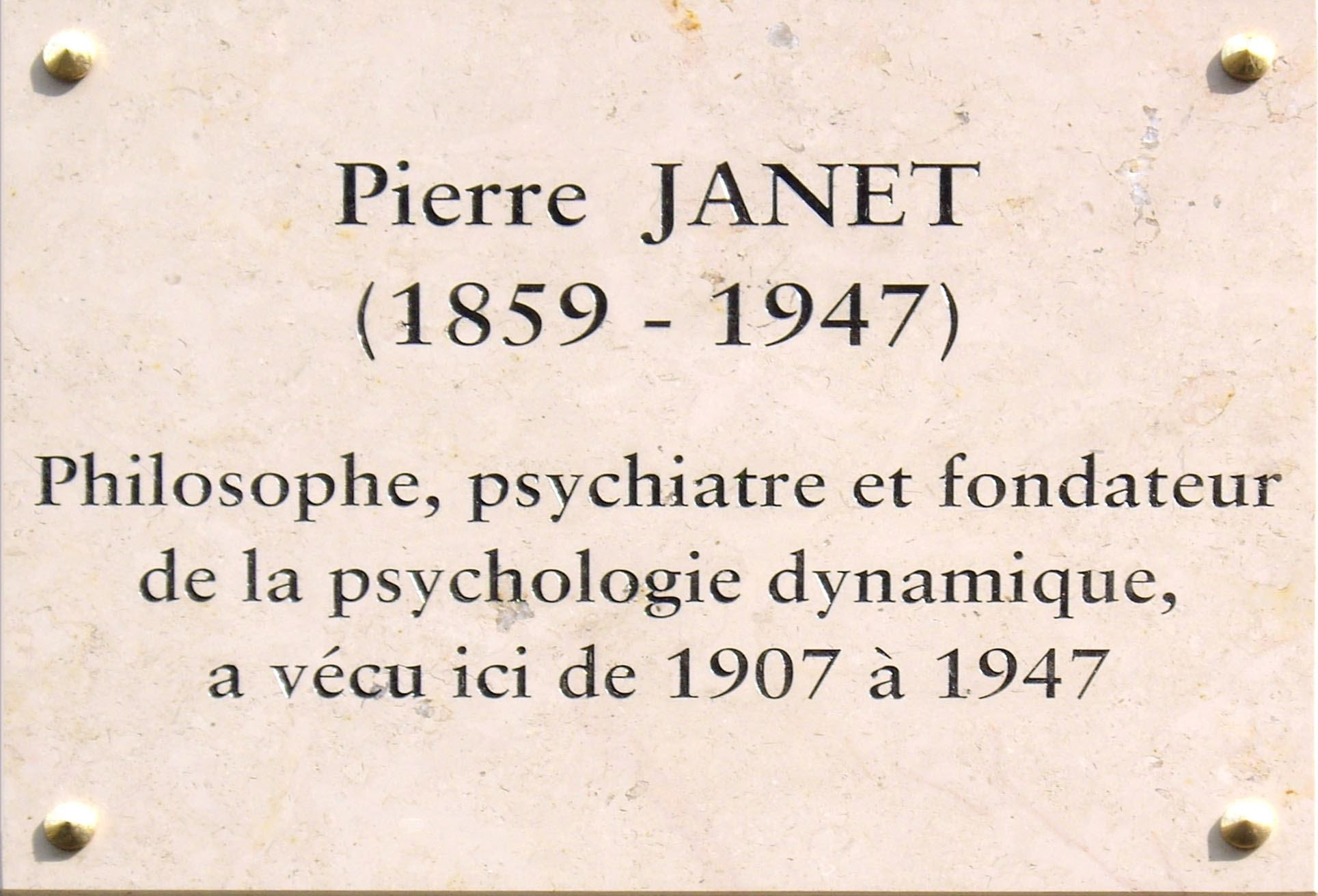
Targa commemorativa sulla casa di Pierre Janet, 54 rue de Varenne, Parigi.

Fu uno dei primi ricercatori ad evidenziare una connessione diretta tra gli eventi della vita passata di un soggetto e la sintomatologia traumatica da essi derivante; coniò i concetti ed i termini di dissociazione e subconscio, e sviluppò un'importante teoria della mente basata sul concetto di livelli funzionali, destinata a risultare di grande importanza nella psicotraumatologia del XX secolo.
Il suo modello è ad esempio considerato un precursore importante delle attuali teorie psicotraumatologiche sul "dual processing" degli stimoli traumatici.
Fu tra i primi ad evidenziare come la sintomatologia psicopatologica possa essere un'espressione simbolica del materiale inconscio “dissociato” (quello che in seguito Sigmund Freud avrebbe definito come materiale rimosso), e propose al riguardo un approccio terapeutico definito analisi psicologica. Le prime esposizioni organiche di tale modello psicopatologico sono presentate nel 1898, nel classico testo (in due volumi) Névroses et Idées Fixes, e nell'ampio capitolo Traitement Psychologique de l'Hystérie pubblicato all'interno del Traité de Thérapeutique Appliquée di Albert Robin.
Henri Ellenberger, nella sua celebre opera storiografica The Discovery of the Unconscious, valutò che il vero merito di aver fondato la psicoterapia psicodinamica dovesse essere attribuito a Janet più che a Freud, definendo la sottovalutata influenza dell'opera di Janet sulla nascita della psicoanalisi come "una grande città sepolta sotto le ceneri, come Pompei (...) la sua opera fu una delle fonti principali per Freud, Jung e Adler".